# Pieter Willem Botha
Pieter Willem Botha, ofta kallad P. W. Botha, född 12 januari 1916 i Paul Roux i Oranjefristaten, död 31 oktober 2006 i Wilderness i Västra Kapprovinsen, var en sydafrikansk politiker (nationalist), partiordförande och Sydafrikas ledare från 1978 till 1989, som premiärminister till 1984 och därefter som president.

## Biografi
Botha föddes i Oranjefristaten som son till en befälhavare som stridit mot britterna i andra boerkriget. Hans mor hade under kriget hållits internerad i koncentrationsläger av brittiska trupper. Vid arton års ålder flyttade han till Bloemfontein för att studera juridik men uppgav sina studier efter två år till förmån för en politisk karriär. Han var under en tid medlem i Ossewabrandwag liksom John Vorster, men uppgav dessa kontakter mot krigsslutet och fördömde nazismen till förmån för "kristen nationalism". Han blev 1946 ordförande för Nationalistpartiets ungdomsförbund och valdes 1948 in i parlamentet som representant för valkretsen George i Kapprovinsen. I Hendrik Verwoerds regering var Botha biträdande inrikesminister och upphöjdes efter dennes död till regeringens innersta krets av efterträdaren Vorster. Som försvarsminister 1966–1980 var han ytterst ansvarig för det sydafrikanska anfallet mot Kassinga i Angola 1978, vilket motiverades med att den sydvästafrikanska befrielserörelsen SWAPO upprättat baser i landet.

## Sydafrikas ledare (1978–1989)
Sedan Vorster fallit för allmänhetens onåd efter en korruptionsskandal blev Botha med knapp marginal vald till Nationalistpartiets ledare (78 röster mot 72 för "Muldergate"-skandalens huvudman, P C Mulder) och följaktligen till premiärminister. Som landets ledare inledde han framgångsrikt förhandlingar med Moçambiques marxistiske president Samora Machel om indraget stöd till ANC respektive antikommunistiska rörelser i Moçambique och slöt ett motsvarande avtal med Angolas president José Eduardo dos Santos omfattande tillbakadragande av Sydafrikas trupper i landet. Hans regering upprättade en rad säkerhetsorgan till försvar för apartheidsystemet och höjde budgeten för militära ändamål till en femtedel av landets tidvis ansträngda offentliga utgifter (motsvarande summa 2009 var 1,3 procent. Även ett kärnvapenprogram lanserades i samverkan med Israel, där parterna förband sig byta 30 gram tritium mot 600 ton sydafrikanskt uran, vilket ägde rum 1977–1978.
Under sina senare år strävade Botha efter att bryta landets isolering genom lättad eller avskaffad diskriminering av parkbänkar, bussar, biografer med mera samt legaliserade sexuella förbindelser och äktenskap över rasgränserna med uttalat mål att de vita i samverkan med landets färgade och asiatiska befolkningsgrupper skulle styra landet, medan bantustansystemet upprätthölls. Vita och svarta oppositionella hotades av repression genom brutala säkerhetsstyrkor och en rad undantagstillstånd. Permanent uppehälle för landets svarta begränsades till ett ökande antal reservat på landsbygden. Reformerna resulterade i att ett flertal parlamentsledamöter under ledning av informationsminister Andries Treurnicht lämnade Nationalistpartiet för att bilda Konservativa partiet, ett ortodoxt apartheidparti som motsatte sig alla eftergifter.
Sedan en ny konstitution införts 1984, vilken delgav färgade och asiater rösträtt i ett segregerat trekammarparlament med Botha som president, kulminerade motståndet från både liberala och konservativa mot nationalisternas "reformpolitik" och i valet 1987 förlorade Botha åtskilliga väljare till KP. Motstånd från svarta grupperingar, med tilltagande attentat som kom att kräva tusentals dödsoffer ökade pressen på den fysiskt allt svagare Botha, som avgick 1989 efter ett slaganfall. Kort före sitt fall hade han inför det sydafrikanska parlamentet förklarat sig vara motvilligt beredd att frige Nelson Mandela, vilket efterträdaren F W de Klerk förverkligade några månader efter sitt tillträde.

## Tillbakadragande och död
Botha, som efter sin avgång tog avstånd från F W de Klerks ökade eftergiftspolitik och stödde KP:s nej-linje i folkomröstningen om majoritetsstyre 1992, vägrade vittna i sannings- och försoningskommissionens undersökningar om brott mot mänskliga rättigheter. Kommissionen pekade ut Botha som "mannen som förde in Sydafrika på kriminalitetens väg". De fann att han var skyldig till att 4 000 sydafrikaner dödats under hans regering, för den utbredda användningen av tortyr, mordbrand och sabotage. 81 år gammal erhöll han ett villkorligt fängelsestraff, men blev frikänd på grund av en teknikalitet: inställelseordern utfärdades samma dag som den skrevs under och det godtog inte lagen. Kort före sin död 2006 förklarade han i en TV-intervju att han motsatte sig det styre som ANC:s seger i de allmänna valen fört med sig, och förespråkade ett konfederalt system mellan bantustanliknande organ med en gemensam centralmakt. Hans begravning besöktes bland annat av dåvarande presidenten Thabo Mbeki.